# Cusiala disterminata
Cusiala disterminata là một loài bướm đêm trong họ Geometridae.